# Nobody's Child (film fra 1919)
Nobody's Child er en britisk stumfilm fra 1919 af George Edwardes Hall.

## Medvirkende
- Jose Collins som Francesca Samarjo
- Godfrey Tearle som Ernest d'Alvard
- Ben Webster som Joseph Samarjo
- Christine Maitland som Althea
- J. Fisher White som Troeffler